# La Carolina, Veracruz
La Carolina är en ort i Mexiko.   Den ligger i kommunen Sochiapa och delstaten Veracruz, i den sydöstra delen av landet, 230 km öster om huvudstaden Mexico City. La Carolina ligger 1 215 meter över havet och antalet invånare är 158.
Terrängen runt La Carolina är kuperad, och sluttar brant österut. Runt La Carolina är det ganska tätbefolkat, med 248 invånare per kvadratkilometer. Närmaste större samhälle är Huatusco de Chicuellar, 4,9 km sydväst om La Carolina. I omgivningarna runt La Carolina växer i huvudsak städsegrön lövskog.